# Góry Księcia Alberta
Góry Księcia Alberta (ang. Prince Albert Mountains) – pasmo górskie w Górach Transantarktycznych w Antarktydzie Wschodniej.

## Nazwa
Góry zostały nazwane na cześć księcia Alberta (1819–1861), męża brytyjskiej królowej Wiktorii (1819–1901) .

## Geografia
Pasmo górskie w Górach Transantarktycznych w Antarktydzie Wschodniej nad Morzem Rossa we wschodniej części Ziemi Wiktorii , rozciągające się na przestrzeni ok. 370 km wzdłuż Wybrzeża Scotta od Priestley Glacier na południu do Lodowca Ferrara i Deep Freeze Range na północy .
Góry Księcia Alberta zbudowane są ze skał osadowych i krystalicznych . Śnieg i lód pokrywają je do wysokości ok. 2000 m od strony kontynentu  – przy lodowcach Mawson Glacier, Harbord Glacier i David Glacier licznie występują nunataki.
Encyclopædia Britannica podaje, że najwyższym szczytem jest Mount Brooke (2675 m) na zachód od McMurdo Sound . W części północnej leży Mount Mackintosh (2468 m) .

## Historia
Góry Księcia Alberta zostały odkryte 17 lutego 1841 roku przez Jamesa Clarka Rossa (1800–1862) . Pasmo zostało po raz pierwszy zbadane przez brytyjską wyprawę na początku XX w., a zmapowane przez ekspedycję nowozelandzką i amerykańską w latach 50. i 60. XX w. 